# Delton

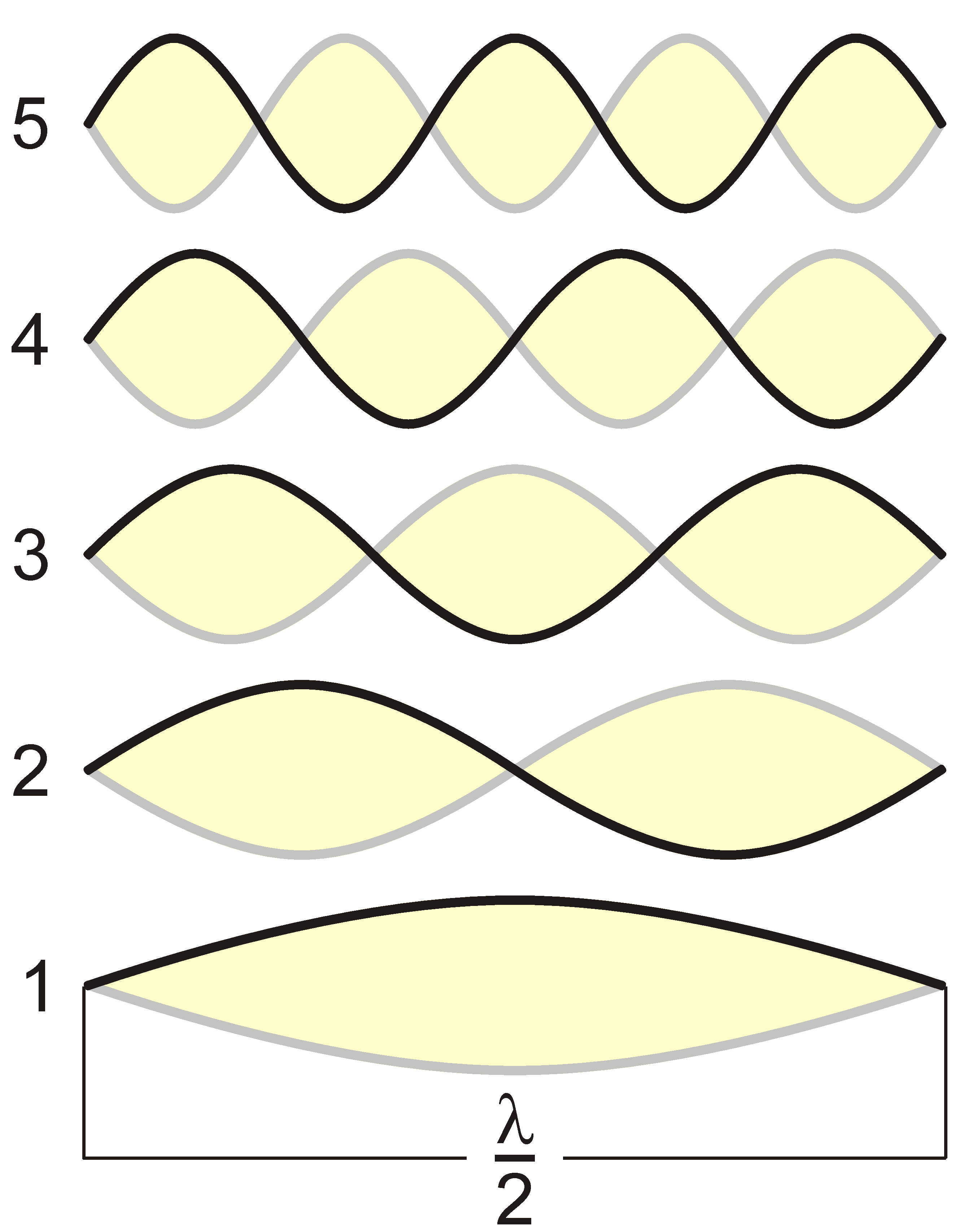
Olika deltoner hos en svängande sträng.

En delton är en enkel sinuston som tillsammans med andra deltoner bildar en sammansatt ton. Deltonernas olika styrka och frekvens ger den sammansatta tonen sin klangfärg. Den delton som har lägst frekvens kallas ibland grundton och alla andra kan då kallas övertoner. Tonerna från alla akustiska musikinstrument är sammansatta och innehåller alltså flera deltoner.

## Harmoniska deltoner
Tonen i människorösten och i de flesta musikinstrument har deltoner vars frekvenser är jämna multipler av första deltonen, alltså av grundtonen. En trombon som ska spela tonen A på 110 Hz i stora oktaven spelar i verkligheten en komplex ton som samtidigt innehåller 110, 220, 330, 440 Hz och så vidare. Frekvenserna bildar en serie som kallas den harmoniska deltonserien, ibland även något oegentligt naturtonserien. Om första deltonen har frekvensen f, har delton nummer n frekvensen n•f, vilket ger serien f, 2f, 3f, 4f, 5f och så vidare. Av dessa ligger deltonerna f, 2f, 4f, 8f, 16f och så vidare på oktavavstånd. Ju högre upp i serien man kommer, desto fler deltoner ryms alltså inom en oktav.
Rent fysikaliskt kan man förstå hur den harmoniska deltonserien uppkommer när man knäpper på en sträng med två fästpunkter. Möjliga svängningsfrekvenser hos strängen blir de som har vågor med noder (nollpunkter, punkter där ingen rörelse sker) vid fästpunkterna. Första deltonen fås när hela strängen mellan fästena svänger och bildar en enda stor buk, se våg 1 i figuren. Andra deltonen har en nod mitt på strängen och alltså två kortare bukar däremellan, vilket ger dubbla frekvensen. Tredje deltonen har tre bukar och tredubbla frekvensen. Med flera och allt kortare bukar fås ljusare och ljusare deltoner. Den inbördes styrkan mellan dem beror på var på strängen man knäpper. Strängens verkliga rörelse blir en sammanlagring av alla dessa delrörelser.

## Oharmoniska deltoner
Det finns också instrument som har oharmoniska toner, toner där deltonernas frekvenser antingen bara avviker lätt från den harmoniska deltonserien eller där de har en helt annan fördelning.
En styv sträng, exempelvis en pianosträng, har ett övertonspektrum som avviker något från den harmoniska deltonserien. Det är de höga frekvenserna med korta våglängder som påverkas mest av styvheten, inte minst vid strängfästena som inte tillåter en abrupt utböjning. Därför blir våglängden något kortare och frekvensen därmed något högre. Den sextonde deltonen som ska ligga fyra oktaver över grundtonen ligger på ett piano ungefär en halvton högre upp.
Sådana smärre avvikelser från den harmoniska deltonserien kallas inharmonicitet. Inharmoniciteten påverkar såväl stämning av pianon som intonering av gitarrer.
Slaginstrument som klockor och trummor har kraftigt oharmoniska deltoner. Rörklockor är ett exempel där även ett otränat öra kan höra att klangen innehåller disparata frekvenser. Oharmoniska klanger har en ständigt föränderlig
karaktär.

## Membranets deltoner
Strängar har en endimensionell utsträckning och bara en enda princip för hur de delas upp i mindre delar för olika övertoner. Därför får den harmoniska deltonserien en så jämn frekvensindelning. Runda membran som skinnet på trummor och pukor är däremot tvådimensionella och delas upp i svängande delytor enligt flera olika principer som alla bidrar till membranets sammanlagda och oharmoniska deltonserie. 
- Skinnet kan svänga i koncentriska ringar. När centrum höjs, sänks ringen utanför och vice versa. Ju fler ringar desto högre överton. Om grundtonen har frekvensen f, får vi serien 1f, 2,30f, 3,60f, …
- Skinnet kan också svänga i tårtbitar. När en tårtbit höjs, sänks dess närmaste grannar och vice versa. Vi får serien 1,59f, 2,14f, 2,65f, 3,16f, 3,65f, 4,15f, …
- Det kan dessutom svänga i delade tårtbitar, alltså tårtbitar som alla är delade i en yttre och en inre del av en ring som löper ungefär halvvägs in på skinnet. Det ger 2,92f, 3,50f, 4,06f, …

På frekvensskalan nedan ser man att ringar (o), tårtbitar (+) och delade tårtbitar (ø) var för sig ger relativt regelbundna frekvenssteg. Sammantaget kan dock serien lätt ge ett kaotiskt intryck med omväxlande glesa och täta områden. Jämför man med den harmoniska deltonserien vars frekvenser ligger på jämna frekvensmultipler (|), ser man också att skinnets deltoner tätnar vid högre frekvenser därför att fler svängningsprinciper blir möjliga.
```
o o                         o
            +          +         +         +         +         +
                                      ø ø          ø
|_________._________|_________._________|_________._________|___
1f                  2f                  3f                  4f
```

Denna deltonserie gäller under förutsättning att vi bara har ett enda skinn, och att vi kan bortse från inverkan av skinnets styvhet och av komplex återverkan från luften som sätts i rörelse. En sådan förenkling duger vid mycket lätta slag på öppna trummor och orkesterpukor. Styvheten och luftens inverkan tenderar annars att sänka låga deltoner och höja de höga. På en puka dör grundtonen snabbt ut i ett "bom" eftersom den måste förflytta så mycket luft, varefter de följande tårtbitstonerna blir viktiga delar i klangen. Den tonhöjd som vi uppfattar är egentligen pukans andra delton. Styvheten och luften ändrar frekvenserna så att de nästan motsvarar delton 2, 3, 4 och 5 i en harmonisk klang utan grundton. Om praktiska effekter gör strängen mer inharmonisk så sker alltså det omvända för skinn.
Man kan påverka klangfärgen genom hur nära kanten eller mitten man slår på skinnet och vilka deltoner man därmed gynnar. Man kan också framkalla flageoletter på pukor genom att beröra någon punkt på skinnet samtidigt med slaget.

## Deltoners numrering
Deltoner numreras i stigande frekvensordning med början på nummer 1. Första deltonen är alltså grundton, andra deltonen är samma som första övertonen. En överton med nummer n kan alltid kallas för delton med nummer n+1.
För deltonserier som liknar den harmoniska kan det uppstå ett numreringsproblem. Om en ton bara har den harmoniska seriens udda deltoner, alltså bara frekvenserna f, 3f, 5f och så vidare, borde deltonen 3f strängt taget kallas för andra deltonen. Begreppet harmonisk deltonserie är dock så inrotat så att man även vill numrera de harmoniska deltoner som faktiskt inte existerar i denna klang. Då kallas 3f hellre tredje deltonen eftersom den har nummer tre i en komplett harmonisk serie.
I en oharmonisk deltonserie finns ingen sådan störande association. Däremot finns förstås alltid frågan om hur svaga deltoner som ska få ett eget nummer och vilka som ska räknas in i det allmänna bakgrundsbruset.
Inom eltekniken, när man analyserar övertoner i växelspänning och -ström, brukar man kalla den första övertonen - vanligtvis av nätfrekvensens 50 Hz, dvs 100 Hz - för den andra övertonen, 150 Hz för den tredje och så vidare. Det har alltså blivit en språkförbistring där man egentligen menar delton när man säger överton. Det gäller också när man pratar förhållande mellan vågformer och övertoner, inom eltekniken heter det till exempel att en fyrkantsvåg bara har udda övertoner, fast det egentligen är udda deltoner, jämna övertoner, som den har.

## Deltoner i syntar
Sammansättningen av deltoner är fundamental för ljudets klangfärg. I Hammondorgeln blandar man deltonerna additivt. Med sju skjutreglage bestämmer man styrkan på var sin delton i den harmoniska deltonserien och formar därigenom orgelklangen. Den sjunde deltonen är överhoppad, sista regeln styr den åttonde deltonen. (Dessutom finns reglage för ett par nedoktaverade deltoner.)
I analogsyntar filtrerar man istället bort delar av spektrumet från en övertonsrik utgångston. Filtren har inte sådan precision att de kan sortera bort enstaka deltoner, exempelvis alla jämna harmoniska övertoner. Däremot kan man välja en vågform på utgångstonen som från början saknar dessa och med filtren arbeta vidare med det spektrum som återstår.
Vid FM-syntes uppstår ett helt frekvensspektrum när en sinuston frekvensmodulerar en annan. Modulationsfrekvensen blir också avståndet mellan de deltoner som bildas. Man kan därför både skapa harmoniska och oharmoniska deltonserier beroende på hur man väljer förhållandet mellan modulations- och bärvågsfrekvens. Ju starkare modulationssignal, desto vassare blir klangen. FM-syntes är speciellt känd för att kunna skapa realistiska oharmoniska klanger som klockljud av olika slag.